# Kloster Our Lady Star of Hope
Das Kloster Our Lady Star of Hope ist seit 2011 ein Kloster der Trappistinnen in der chinesischen Sonderverwaltungszone Macau.

## Geschichte
Die indonesische Trappistinnenabtei Gedono gründete 2012 in Macau das Nonnenkloster Our Lady Star of Hope (Maria Hoffnungsstern). Gründungsbischof war José Lai Hung-seng, Bischof von Macau.
Oberinnen:
- Caterina Mazzarelli (2011–)